# Montelabbate
Montelabbate é uma comuna italiana da região dos Marche, província de Pésaro e Urbino, com cerca de 5.338 habitantes. Estende-se por uma área de 19 km², tendo uma densidade populacional de 281 hab/km². Faz fronteira com Colbordolo, Monteciccardo, Pesaro, Sant'Angelo in Lizzola, Tavullia, Urbino.